# AM-254
A AM-254 ou Estrada de Autazes é uma rodovia do estado do Amazonas. Com 94 km de extensão, ela começa no entroncamento com a BR-319, ligando Manaus aos municípios de Autazes e Nova Olinda do Norte.
Um trecho de recuperação da rodovia AM-254 no valor de R$ 9.573.223,29 foi concluído e a obra de recuperação da estrada vicinal da comunidade de Novo Céu (que custou R$ 8.008.183,72) foi entregue no final de 2015.
A rodovia é fundamental para o município de Autazes, que compõe a maior bacia leiteira do Amazonas, com cerca de 1.500 mil pecuaristas.. Através dela também é possível chegar ao distrito do Purupuru, localizado no município de Careiro e no distrito de Autaz Mirim, localizado no município de Careiro da Várzea